# کارآگاهان (مجموعه تلویزیونی)
کارآگاهان یک مجموعه تلویزیونی محصول سال ۱۳۸۶–۱۳۸۷ به کارگردانی حمید لبخنده، نویسندگی مسعود بهبهانی‌نیا و تهیه‌کنندگی مهران مهام و ایرج محمدی می‌باشد که از شبکه سه پخش شد. این مجموعه در ۱۸ قسمت ۴۵ دقیقه‌ای تهیه شد.
این مجموعه تلویزیونی به صورت اپیزودیک ساخته خواهد شد و هر قسمت آن داستانی واقعی را روایت می‌کند.
سرگرد احمد ثنایی، افسر عالی‌رتبه آگاهی است که با حضور سروان رحیمی، سروان صبا، ستوان بوشهری و ستوان منادی گروه تجسسی را تشکیل می‌دهد. سروان رحیمی، سابقه شغلی بالایی دارد و در آستانه بازنشستگی است، سروان صبا تنها افسر زن گروه است و نامزدش با شغل او به‌عنوان یک زن در دایره جنایی مخالف است. ستوان بوشهری و ستوان منادی نیز افسران جوانی هستند که به تازگی از شهرستان به تهران منتقل شده‌اند. پرونده‌های مختلفی به این گروه ارجاع داده می‌شود و سرگرد ثنایی و سایر اعضای…

## بازیگران

### بازیگران ثابت
- مهدی هاشمی
- روشنک عجمیان
- اکبر زنجانپور
- کامران تفتی
- شهرام ابراهیمی
- رضا خندان
- شهروز ابراهیمی‌فر
- زهره فکورصبور
- شراره رخام
- مجید شهریاری

### بازیگران میهمان
اردلان سلیم زاده
- بورژین عبدالرزاقی
- نسرین نصرتی
- محسن افشانی
- سپند امیرسلیمانی
- روشنک عجمیان
- الیکا عبدالرزاقی
- کاظم سیاحی
- محمد عمرانی
- غلامرضا شهبازی
- مزدک رستمی
- مهرداد ضیایی
- محمدرضا حسین زاده